# Platißbachtal
Koordinaten: 50° 28′ 34″ N, 6° 24′ 19″ O
Das Naturschutzgebiet  Platißbachtal  liegt auf dem Gebiet der Gemeinde Hellenthal im Kreis Euskirchen in Nordrhein-Westfalen.
Das Gebiet erstreckt sich südwestlich des Kernortes Hellenthal entlang des Platißbaches, eines rechten Nebenflusses der Olef. Es liegt westlich von Dickerscheid und nördlich von Hollerath – beide Hellenthaler Ortsteile. Östlich und südlich des Gebietes verläuft die B 265 und südwestlich die Staatsgrenze zu Belgien.

## Bedeutung
Das etwa 54,8 ha große Gebiet wurde im Jahr 2005 unter der Schlüsselnummer EU-011 unter Naturschutz gestellt.